# Альмен, Петер фон
Петер фон Альмен (нем. Peter von Allmen; род. 21 января 1978, Мюнзинген) — швейцарский лыжник, участник Олимпийских игр в Ванкувере. Специалист спринтерских гонок.

## Карьера
В Кубке мира Альмен дебютировал в 1999 году, в декабре 2002 года впервые попал в десятку лучших на этапе Кубка мира, в спринте. Всего на сегодняшний день имеет на своём счету 2 попадания в десятку лучших на этапах Кубка мира, оба в спринте. Лучшим достижением Альмена в общем итоговом зачёте Кубка мира является 65-е место в сезоне 2002/03.
На Олимпиаде-2010 в Ванкувере занял 43-е место в спринте классическим стилем.
За свою карьеру принимал участие в двух чемпионатах мира, лучший результат 16-е место в спринте свободным ходом на чемпионате мира 2003 года.
Использует лыжи и ботинки производства фирмы Rossignol.